# Grande Prêmio da Rússia de 2016
Grande Prêmio da Rússia de 2016 (formalmente denominado 2016 Formula 1 Russian Grand Prix) foi a quarta etapa da temporada de 2016 da Fórmula 1. Foi disputado no dia 1 de maio de 2016 no Circuito de Sochi.
Essa foi a primeira vez que acontece uma corrida de Fórmula 1 no dia 1 de maio desde a trágica corrida no GP de San Marino de 1994 em Ímola, quando o tricampeão mundial de F-1 Ayrton Senna sofreu um grave acidente e veio a falecer no mesmo dia.
Essa corrida foi vencida por Nico Rosberg, sendo a sétima vitoria consecutiva (México, Brasil, Abu Dhabi, Austrália, Bahrein, China e Rússia), igualando as marcas de Michael Schumacher e Alberto Ascari e ficando a apenas duas do recorde absoluto de nove, estabelecido pelo compatriota Sebastian Vettel em 2013. 
De quebra, Nico ainda anotou a melhor volta da corrida, completando o chamado "Grand Chelem" (pole position, vitória, liderança em todas as voltas e melhor volta da corrida).

## Relatório

### Antecedentes
Aeroscreen da RBR
No início dos treino livres na Rússia, a equipe Red Bull testa Aeroscreen, a peça que desenvolveu para aumentar a segurança no piloto dentro do cockpit. A equipe austríaca instalou o dispositivo no carro de Daniel Ricciardo, que percorreu uma volta de verificação durante o primeiro treino livre da F1, nesta sexta-feira (29). Segundo a Red Bull, Ricciardo alcançou a velocidade máxima de 225 km/h com a cobertura, que agradou muito mais ao grid da F1 e aos fãs que são favoráveis à peça do que o Halo da Mercedes. A peça é um parabrisa de policarbonato e passou por testes de resistência e impacto antes de ser colocado para avaliação de pista. Antes de instalar o dispositivo no carro para a primeira avaliação de pista, a Red Bull conduziu testes estáticos de tecnologia. Primeiro, submeteu a peça ao teste de impacto - uma roda de 20 kg foi lançada contra a proteção a uma velocidade de 225 km/h. A peça resistiu. Em um segundo teste balístico, um projétil de 1kg foi lançado a uma velocidade de 230 km/h. A tela permaneceu intacta.
A FIA deseja incorporar ao carro de 2017 a cobertura do cockpit, ainda que parcial, e vem estudando e promovendo testes de alguns projetos. O primeiro conceito testado foi o do Halo, ideia primeiramente desenvolvida pela Mercedes, mas que ganhou vida com a Ferrari, durante os testes da pré-temporada, em Barcelona. O recurso é um arco colocado ao redor da cabeça do piloto, sob o cockpit.

### Treino Classificatório
Q1
A primeira parte do treino classificatório marcou a eliminação de duplas de três equipes. Kevin Magnussen e Jolyon Palmer, da Renault, Felipe Nasr e Marcus Ericsson, da Sauber, e Pascal Wehrlein e Rio Haryanto, da Manor. A melhor volta ficou com Hamilton, 1m36s006. O inglês, porém, foi investigado por “desrespeitar as instruções da direção de prova a respeito da curva 2”. Rosberg ficou em segundo, com folga para as duas Ferrari, de Vettel e Raikkonen. Felipe Massa avançou de fase com tranquilidade, com o sexto tempo, logo atrás de Bottas.
Q2
A Mercedes seguiu sobrando no Q2. Rosberg e Hamilton romperam a casa do 1m35s, mas com o alemão meio segundo à frente do britânico. Vettel veio em terceiro, a mais de 1s do melhor tempo. Massa repetiu a dose e avançou em sexto, novamente atrás de Bottas. Destaque para Sergio Pérez, que se classificou para o Q3 com o sétimo tempo, enquanto seu parceiro de Force India, Nico Hulkenberg foi eliminado em 13º. O Q2 por pouco não marcou a queda do piloto da casa, Daniil Kvyat, da RBR. O jovem russo garantiu a última vaga no Q3 nos segundos finais, empurrando para fora o espanhol Carlos Sainz Jr., da STR. Também caíram fora as duplas da McLaren, Jenson Button e Fernando Alonso, e da Haas, Romain Grosjean e Esteban Gutiérrez.
Q3
Para surpresa geral, assim que a luz verde foi acionada para dar início ao Q3, apareceu a imagem do carro de Hamilton sendo desmontando dentro da garagem. A Mercedes do britânico teve uma perda de potência no motor e ele não pôde disputar a pole position. Com isso, o caminho ficou livre para Rosberg fazer a pole. O alemão não desperdiçou a chance e logo cravou 1m35s417, tempo que não seria desafiado, nem de longe, pelos rivais, que não conseguiam baixar da casa de 1m36s. Vettel foi quem mais se aproximou (1m36s123). Mesmo assim, tinha uma punição de 5 posições a cumprir.

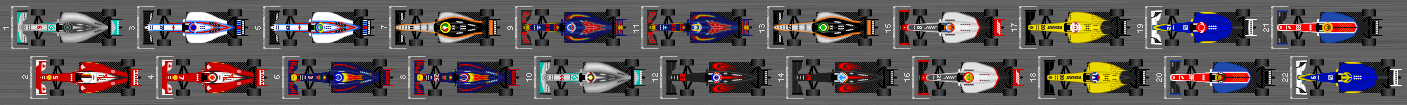
Resultado do treino classificatório

### Corrida
Na largada, Nico Rosberg arrancou bem e manteve a ponta com segurança. Partindo de segundo, Bottas acabou surpreendido por Raikkonen na curva 2, enquanto Massa prosseguiu em 4º.  Largando em sétimo por causa de uma punição por troca de câmbio, Vettel pagou caro por começar no meio do pelotão. Foi tocado uma vez, ironicamente por Kvyat, prosseguiu na pista, mas foi acertado novamente pelo russo e acabou na barreira de proteção, abandonando a prova e provocando a entrada do safety car. 
Tocado por Vettel na confusão, Ricciardo precisou parar nos boxes e caiu para as últimas posições. Começando do 10º lugar no grid, Hamilton não largou bem e chegou a perder contato com o pelotão da frente. Mas se beneficiou com as confusões à sua frente e ganhou cinco posições, pulando para quinto. Lá atrás, Gutiérrez provocou um salseiro. Quem se deu mal foi Hulkenberg e Haryanto que deixaram a corrida. E quem agradeceu foi Felipe Nasr, que ganhou sete colocações e subiu para 12º.
A prova foi retomada na volta 4. Hamilton deu o bote em Massa e pulou para 4º, enquanto Bottas recuperou a posição de Raikkonen e voltou ao segundo lugar. Já Rosberg aproveitou para se distanciar na liderança.
Com a faca nos dentes, Hamilton partiu para cima de Raikkonen e assumiu o terceiro posto. Daniil Kvyat foi punido com um "stop and go" pelos dois “totós” em Vettel e caiu para último.
Outro a ser punido, mas com drive-through (passagem direta pelas boxes), foi Esteban Gutiérrez, da Haas, pelo incidente na primeira volta. Por causa das limitações da Sauber, Nasr não pôde se segurar por muito tempo no pelotão intermediário e foi perdendo posições, inclusive para os carros da Manor, caindo para 15º. O brasileiro fez seu pit stop na volta 12 e retornou em 17º. Na ponta, Nico Rosberg fazia volta mais rápida atrás de volta mais rápida. Em poucas voltas, o alemão já possuía mais de 10s de vantagem sobre o segundo colocado Bottas. Do pelotão da frente, Bottas foi o primeiro a fazer seu pit stop. Retornou em sétimo, atrás de Alonso. Hamilton fez sua parada na sequência e voltou logo atrás do finlandês. E ficou lá por pouco tempo. Rapidamente colocou do lado e fez a ultrapassagem.
Foi a vez de Massa ir aos boxes. A Williams trabalhou rápido e devolveu o brasileiro à pista em sétimo, atrás de Bottas. O finlandês, porém, passou Alonso, que ainda não havia parado, e subiu para quinto. Raikkonen faz seu pit stop e conseguiu voltar à frente de Bottas, mas atrás de Hamilton. Com vantagem enorme na ponta, Rosberg poderia até tomar um cafézinho que voltaria na liderança. O alemão retornou à pista 12s à frente de Verstappen, que ainda não havia parado nos boxes.
Com as paradas de Verstappen e Alonso, que fecharam a rodada de pit stops, a classificação ficou assim: 1º Rosberg, 2º Hamilton (+13s), 3º Raikkonen (+16s), 4º Bottas (+19s) e 5º Massa (+27s). Nasr, por sua vez, ocupava a 16ª posição. Com a corrida morna nas primeiras posições, as atrações ficaram por conta dos pelotões intermediários e de trás.  Nasr, ao tentar defender posição, acabou escapando na curva 2 e retornou à pista sem passar por fora da placa indicada pela direção de prova. Ele foi punido com o acréscimo de 5s em seu próximo pit stop ou ao fim da corrida.
Dentre as brigas na meiúca,  destaque para as disputas entre Magnussen, Grosjean, Ricciardo e Sainz pelas últimas vagas na zona de pontuação. Apertando o ritmo, Hamilton passou a reduzir a desvantagem para Rosberg. Além disso, o alemão perdia tempo com os retardatários. Com isso, a diferença caiu drasticamente para 8s. Verstappen, que estava em sétimo, abandonou com problemas no motor de sua STR. Rosberg jogou um balde de água fria na reação de Hamilton ao cravar 1m39s616, melhor volta da prova até então, e mostrar que estava apenas administrando a liderança. Em pouco tempo, Rosberg voltou a abrir 13s de vantagem sobre Hamilton. A diferença entre as duas Mercedes passou a ser menor que o tempo entre o inglês e o terceiro, Raikkonen. Com 41s de vantagem para Alonso e o quinto lugar praticamente garantido, Massa decide fazer mais um pit stop e coloca um jogo de pneus supermacios. Mesmo com a vitória nas mãos, Rosberg seguia pisando fundo. Na penúltima volta, anotou o melhor tempo, 1m39s094. Conformado com o 2º lugar, Hamilton já havia tirado o pé. Rosberg recebeu a bandeira quadriculada para sua sétima vitória seguida, com 25s de vantagem para Hamilton. Raikkonen fechou o pódio, seguido por Bottas e Massa.

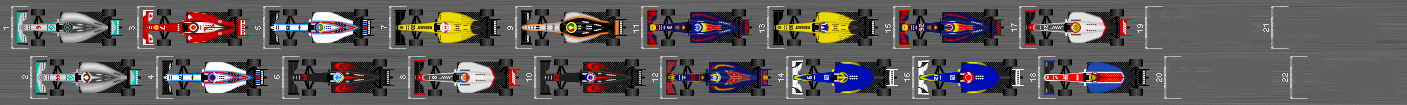
Resultado da corrida

## Pneus
| Nome do composto | Cor | Banda de rolamento | Condições de Tempo | Dry Type  | Aderência      | Longevidade   |
| ---------------- | --- | ------------------ | ------------------ | --------- | -------------- | ------------- |
| Super Macio      |     | Slick (P Zero)     | Seco               | Supersoft | Mais aderência | Menos durável |
| Macio            |     | Slick (P Zero)     | Seco               | Soft      | Médio          | Médio         |
| Medio            |     | Slick (P Zero)     | Seco               | Medium    | Médio          | Médio         |

## Resultados

### Treino Classificatório
| Pos.                     | Nº | Piloto            | Construtor           | Q1       | Q2       | Q3       | Grid |
| ------------------------ | -- | ----------------- | -------------------- | -------- | -------- | -------- | ---- |
| 1                        | 6  | Nico Rosberg      | Mercedes             | 1:36.119 | 1:35.337 | 1:35.417 | 1    |
| 2                        | 5  | Sebastian Vettel  | Ferrari              | 1:36.555 | 1:36.623 | 1:36.123 | 7 1  |
| 3                        | 77 | Valtteri Bottas   | Williams-Mercedes    | 1:37.746 | 1:37.140 | 1:36.536 | 2    |
| 4                        | 7  | Kimi Raikkonen    | Ferrari              | 1:36.976 | 1:36.741 | 1:36.663 | 3    |
| 5                        | 19 | Felipe Massa      | Williams-Mercedes    | 1:37.753 | 1:37.230 | 1:37.016 | 4    |
| 6                        | 3  | Daniel Ricciardo  | Red Bull-TAG Heuer   | 1:38.091 | 1:37.569 | 1:37.125 | 5    |
| 7                        | 11 | Sergio Pérez      | Force India-Mercedes | 1:38.006 | 1:37.282 | 1:37.212 | 6    |
| 8                        | 26 | Daniil Kvyat      | Red Bull-TAG Heuer   | 1:38.265 | 1:37.606 | 1:37.459 | 8    |
| 9                        | 33 | Max Verstappen    | Toro Rosso-Ferrari   | 1:38.123 | 1:37.510 | 1:37.583 | 9    |
| 10                       | 44 | Lewis Hamilton    | Mercedes             | 1:36.006 | 1:35.820 | S/Tempo  | 10   |
| 11                       | 55 | Carlos Sainz Jr.  | Toro Rosso-Ferrari   | 1:37.784 | 1:37.652 | —        | 11   |
| 12                       | 22 | Jenson Button     | McLaren-Honda        | 1:38.332 | 1:37.701 | —        | 12   |
| 13                       | 27 | Nico Hülkenberg   | Force India-Mercedes | 1:38.562 | 1:37.771 | —        | 13   |
| 14                       | 14 | Fernando Alonso   | McLaren-Honda        | 1:37.971 | 1:37.807 | —        | 14   |
| 15                       | 8  | Romain Grosjean   | Haas-Ferrari         | 1:38.383 | 1:38.055 | —        | 15   |
| 16                       | 21 | Esteban Gutierrez | Haas-Ferrari         | 1:38.678 | 1:38.115 | —        | 16   |
| 17                       | 20 | Kevin Magnussen   | Renault              | 1:38.914 | —        | —        | 17   |
| 18                       | 30 | Jolyon Palmer     | Renault              | 1:39.009 | —        | —        | 18   |
| 19                       | 12 | Felipe Nasr       | Sauber-Ferrari       | 1:39.018 | —        | —        | 19   |
| 20                       | 94 | Pascal Wehrlein   | MRT-Mercedes         | 1:39.399 | —        | —        | 20   |
| 21                       | 88 | Rio Haryanto      | MRT-Mercedes         | 1:39.463 | —        | —        | 21   |
| 22                       | 9  | Marcus Ericsson   | Sauber-Ferrari       | 1:39.519 | —        | —        | 22   |
| Tempo dos 107%: 1:42.726 |    |                   |                      |          |          |          |      |
| Fonte:                   |    |                   |                      |          |          |          |      |

Notas
↑1  - Sebastian Vettel (Ferrari) perdera cinco posições no grid por conta de uma troca de câmbio.

### Corrida
| Pos.   | Nu. | Piloto            | Construtor           | Voltas | Tempo/Retirado      | Grid | Pontos |
| ------ | --- | ----------------- | -------------------- | ------ | ------------------- | ---- | ------ |
| 1      | 6   | Nico Rosberg      | Mercedes             | 53     | 1:32:41.997         | 1    | 25     |
| 2      | 44  | Lewis Hamilton    | Mercedes             | 53     | +25.022             | 10   | 18     |
| 3      | 7   | Kimi Raikkonen    | Ferrari              | 53     | +31.998             | 3    | 15     |
| 4      | 77  | Valtteri Bottas   | Williams-Mercedes    | 53     | +50.217             | 2    | 12     |
| 5      | 19  | Felipe Massa      | Williams-Mercedes    | 53     | +1:14.427           | 4    | 10     |
| 6      | 14  | Fernando Alonso   | McLaren-Honda        | 52     | +1 volta            | 14   | 8      |
| 7      | 20  | Kevin Magnussen   | Renault              | 52     | +1 volta            | 17   | 6      |
| 8      | 8   | Romain Grosjean   | Haas-Ferrari         | 52     | +1 volta            | 15   | 4      |
| 9      | 11  | Sergio Perez      | Force India-Mercedes | 52     | +1 volta            | 6    | 2      |
| 10     | 22  | Jenson Button     | McLaren-Honda        | 52     | +1 volta            | 12   | 1      |
| 11     | 3   | Daniel Ricciardo  | Red Bull-TAG Heuer   | 52     | +1 volta            | 5    |        |
| 12     | 55  | Carlos Sainz Jr.  | Toro Rosso-Ferrari   | 52     | +1 volta 2          | 11   |        |
| 13     | 30  | Jolyon Palmer     | Renault              | 52     | +1 volta            | 18   |        |
| 14     | 9   | Marcus Ericsson   | Sauber-Ferrari       | 52     | +1 volta            | 22   |        |
| 15     | 26  | Daniil Kvyat      | Red Bull-TAG Heuer   | 52     | +1 volta            | 8    |        |
| 16     | 12  | Felipe Nasr       | Sauber-Ferrari       | 52     | +1 volta 3          | 19   |        |
| 17     | 21  | Esteban Gutierrez | Haas-Ferrari         | 52     | +1 volta            | 16   |        |
| 18     | 94  | Pascal Wehrlein   | MRT-Mercedes         | 51     | +2 voltas           | 20   |        |
| Ret    | 33  | Max Verstappen    | Toro Rosso-Ferrari   | 33     | Unidade de Potência | 9    |        |
| Ret    | 5   | Sebastian Vettel  | Ferrari              | 0      | Colisão             | 7    |        |
| Ret    | 27  | Nico Hulkenberg   | Force India-Mercedes | 0      | Colisão             | 13   |        |
| Ret    | 88  | Rio Haryanto      | MRT-Mercedes         | 0      | Colisão             | 21   |        |
| Fonte: |     |                   |                      |        |                     |      |        |

Notas
↑2  - Carlos Sainz Jr. recebeu a 10 de segunda penalidade de tempo por forçar ao outro piloto para fora da pista.
↑3  - Felipe Nasr recebeu 5 segundos penalidade de tempo por não respeitar as instruções do diretor de prova.

## Tabela do campeonato após a corrida
Somente as cinco primeiras posições estão incluídas nas tabelas.
| Pos | Piloto           | Pontos | Var |
| --- | ---------------- | ------ | --- |
| 1   | Nico Rosberg     | 100    | 0   |
| 2   | Lewis Hamilton   | 57     | 0   |
| 3   | Kimi Raikkonen   | 43     | 2   |
| 4   | Daniel Ricciardo | 36     | 1   |
| 5   | Sebastian Vettel | 33     | 1   |

| Pos | Construtor         | Pontos | Var |
| --- | ------------------ | ------ | --- |
| 1   | Mercedes           | 157    | 0   |
| 2   | Ferrari            | 76     | 0   |
| 3   | Red Bull-TAG Heuer | 57     | 0   |
| 4   | Williams-Mercedes  | 51     | 0   |
| 5   | Haas-Ferrari       | 22     | 0   |